# إصابة إجهاد متكرر
إصابة الإجهاد المتكرر أو تأذي الإجهاد المتكرر أو إصابة الإجهاد المتكرر واضطرابات الصدمة الترابطية هي نظم إصابات وآلام في الجهازين العصبي والعضلي الهيكلي والعظام التي قد تكون ناجمة عن المهام المتكررة، والإجهاد المتكرر، والإهتزازت، والضغط الميكانيكي، وأعراض الإفراط في عمل الملتزمات المهنية والرياضية، والوضعيات الغير ملائمة أو المستديمة كوضعيات الوقوف الخاطئة. وإصابات الإجهاد المتكررة تعرف أيضا باسم اضطرابات الصدمة التراكمية وإصابات الإجهاد المتكررة وإصابات الحركة المتكررة أو المضطربة والاضطرابات العضلية الهيكلية. بعض الحالات التي قد تُنسب لهذه الأسباب: ومن الأمثلة على هذه الحالات التي من الممكن أحيانا أن تنسب لهذه للأسباب: الاستسقاء (أوريما)، والتهاب الأوتار، ومتلازمة النفق الرسغي، ومتلازمة النفق المرفقي، ومتلازمة دي كورفان، ومتلازمة المخرج الصدري، ومتلازمة مرفق لاعب الغولف (التهاب لقيمة العضد الإنسية)، ومتلازمة مرفق لاعب التنس (التهاب لقيمة العضد الوحشية)، وإصبع الزناد (أو ما يسمى بالتهاب الوتر الضيق)، ومتلازمة النفق الرسغي، وخلل التوتر البؤري.

## التاريخ
بدأت هذه الظاهرة الحديثة في إصابات الإجهاد المتكررة في الطب عام 1700 ولأول مرة وصف الدكتور الإيطالي برناردينو راما تزيني إصابات الإجهاد المتكررة في أكثر من 20 فئة من عمال المصانع في إيطاليا والموسيقيين والكتاب. وقد حددت لأول مرة متلازمة النفق الرسغي من قبل الجراح البريطاني جيمس باجيت في عام 1854 كما حدد الجراح السويسري فريتزدي كورفان التهاب ديك كيرفان في عمال المصانع السويسري عام 1895 . طور الطبيب الفرنسي جول تينيل أختباره بالقرع للضغط على العصب المتوسط في عام 1900 . وقام الجراح الأمريكي جورج فالن بتحسين فهم المسببات لمتلازمة النفق الرسغي عن طريق خبرته السريرية للمئات من المرضى عام 1950 و1960 .

## الأسباب
- أداء عمل مجهد لفترة طويلة، بدون إعطاء الجسم فترة للراحة.
- استخدام اليدين بطريقة خاطئة في الكتابة بلوحة مفاتيح الحاسب الآلي.
- حمل الأغراض الثقيلة بطريقة خاطئة.
- القراءة من مصدر مرتفع أو منخفض مما يجعل الرقبة مائلة للأسفل أو للأعلى.
- العزف على الآلات الموسيقية بطريقة لا تلائم الجسم.
- الجلوس بوضعية معينة لفترات طويلة.
- تثبيت الهاتف بين الرقبة والكتف أثناء المكالمة.
- مشاهدة التلفاز في وضعية غير ملائمة للجسد.

الأكثر عرضة لهذه الإصابات هم العاملون في مجال الحاسب الآلي والعمال، بالإضافة إلى عمال المصانع في خط الإنتاج، والموظفون في المكاتب، والموسيقيون.

## الأعراض
- تورم وانتفاخ اليد أو الساعد أو الرسغ.
- إحساس قوي بالألم عند ممارسة عمل ما محدد.
- في الحالات المتقدمة يصبح الإنسان عاجز عن أداء العمل الذي كان في السابق يؤديه بتكرار، مما يتطلب العلاج سواء بتدخل جراحي أو بتناول أدوية معينة.الطريقة المناسبة للجلوس أمام الحاسوب للوقاية من الإصابة بغصابات الإجهاد المتكرر

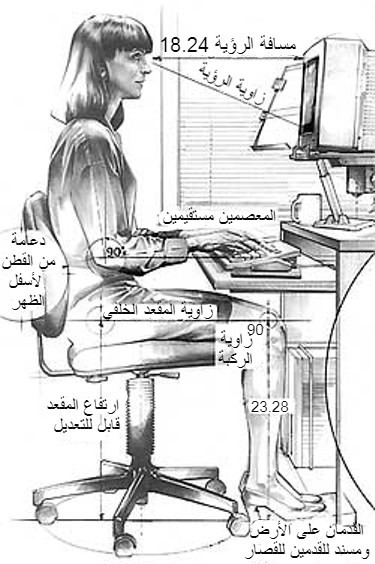
الطريقة المناسبة للجلوس أمام الحاسوب للوقاية من الإصابة بغصابات الإجهاد المتكرر

- شعور بالوخز أو التخدر أو فقد الإحساس.

## التشخيص
يتم تقييم الإصابة الناجمة عن الإجهاد المتكرر باستخدام عدد من التدابير السريرية الموضوعية تشمل على الأختبارات القائمة على الجهد مثل قبضة وقرصة القوة والأختبارات التشخيصية مثل اختبار فتكلسيتن ديك يرفان للالتهاب والتواء فالن وقرع تينيل لمتلازمة النفق الرسغي واختبارات سرعة التوصيل العصبي التي تظهر ضغط العصب في الرسغ ويمكن أيضا استخدام تقنيات التصوير المختلفة لإظهار ضغط الأعصاب مثل: الأشعة السينية للمعصم والتصوير بالرنين المغناطيسي للمخرج الصدري ومناطق الرقبة العضدية.

## الوقاية
إتباع العادات الصحية في ممارسة الأعمال المتكررة هي أمثل طريقة لتلافي الإصابات، بالإضافة إلى تحسين بيئة العمل وتزويدها بالأدوات التي تساعد على أداء الأعمال المتكررة بصورة صحيحة وملائمة للجسم. يوجد علم خاص يبحث في الطرق والوسائل المثلى لجعل بيئة العمل مكان مناسب ومتوافق مع طبيعة الجسم.

### طرق العلاج
غالبا أكثر العلاجات ما توصف للمرحلة المبكرة من إصابات الجهد المتكرر تشمل المسكنات والارتجاع البيولوجي والعلاج الطبيعي والاسترخاء والعلاج بالموجات الفوق صوتية ويمكن تقليل من مرحلة الإصابات بالإجهاد المتكرر أحيانا إذا بدأت العلاج بعد وقت قصير من ظهور الأعراض. وقد تكون بعض الإصابات الناجمة عن الإجهاد المتكرر تتطلب التدخل جراحيا وقد يكون هذا غير نافع لاستمراره لسنوات عدة.
وقد تبين بأن أداء التمارين بشكل عام يقلل من خطر الإصابة بـ إصابات الإجهاد المتكرر. وفي بعض الأحيان ينصح الأطباء الذين يعانون من إصابات الإجهاد المتكررة من الانهماك في تمارين التقوية على سبيل المثال تحسين وضع الجلوس والحد من الحداب المفرط ومتلازمة المخرج الصدري. وغالبا ما ينصح في تعديل وضعية الجلوس واستخدام الذراع في (العوامل البشرية وبيئة العمل).